# Commonwealth Games 1998/Bowling
Bei den Commonwealth Games 1998 in Kuala Lumpur (Malaysia) fanden im Bowling fünf Wettbewerbe statt. Es waren die einzigen Bowlingwettbewerbe in der Geschichte der Commonwealth Games.

## Ergebnisse

### Herreneinzel
- Datum: 15. September 1998[1]
- Reglement: acht Games je Spieler (Qualifikation), zusätzlich 16 Games je Spieler (Finale)

| Platz         | Name                  | Nationalität | Punkte |
| ------------- | --------------------- | ------------ | ------ |
| 1             | Kenny Ang             | Malaysia     | 6046   |
| 2             | William Rowe          | Kanada       | 5946   |
| 3             | Warren Rennox         | Kanada       | 5850   |
| 4             | Ben Heng              | Malaysia     | 5806   |
| 5             | Richard Hood          | England      | 5788   |
| 6             | Guy Caminsky          | Südafrika    | 5597   |
| 7             | Wayne Greenall        | England      | 5581   |
| 8             | Francis Ryan          | Australien   | 5555   |
| 9             | Richard Aitken        | Südafrika    | 5460   |
| 10            | Antoine Jones         | Bermuda      | 5426   |
| 11            | Jack Wong             | Singapur     | 5379   |
| 12            | Lenford Powell        | Bahamas      | 5377   |
| 13            | David Davies          | Neuseeland   | 5353   |
| 14            | Emanuel Baldacchino   | Malta        | 5343   |
| 15            | Dennis Mercieca       | Malta        | 5256   |
| 16            | Tommy Ong             | Singapur     | 5135   |
| Qualifikation |                       |              |        |
| 17            | Michael Muir          | Australien   | 2012   |
| 18            | Ronald Chamberlain    | Wales        | 1974   |
| 19            | Graham Watson         | Neuseeland   | 1929   |
| 20            | Gary Stoops           | Nordirland   | 1924   |
| 21            | Gary Hill             | Guernsey     | 1918   |
| 22            | William Maxwell       | Isle of Man  | 1918   |
| 23            | Conrad Lister         | Bermuda      | 1906   |
| 24            | Kenneth Donnelly      | Nordirland   | 1896   |
| 25            | Stephen Taylor        | Isle of Man  | 1823   |
| 26            | Robert Birnie         | Schottland   | 1823   |
| 27            | Sonith Lockhart       | Bahamas      | 1804   |
| 28            | Robert Baird          | Schottland   | 1798   |
| 29            | Geoffrey Gladwyn-Ball | Wales        | 1791   |
| 30            | Derek Tomlin          | Guernsey     | 1773   |

### Herrendoppel
- Datum: 13. September 1998[2][3]
- Reglement: acht Games je Spieler (insgesamt 16 Games je Team)

| Platz | Team                                   | Punkte |
| ----- | -------------------------------------- | ------ |
| 1     | MalaysiaBen Heng Kenny Ang             | 3552   |
| 2     | BermudaAntoine Jones Conrad Lister     | 3329   |
| 3     | AustralienFrancis Ryan Michael Muir    | 3229   |
| 4     | SingapurJack Wong Tommy Ong            | 3211   |
| 5     | SüdafrikaGuy Caminsky Richard Aitken   | 3210   |
| 6     | EnglandRichard Hood Wayne Greenall     | 3199   |
| 7     | NordirlandGary Stoops Kenneth Donnelly | 3128   |
| 8     | KanadaWarren Rennox William Rowe       | 3074   |

| Platz | Team                                          | Punkte |
| ----- | --------------------------------------------- | ------ |
| 9     | BahamasLenford Powell Sonith Lockhart         | 3027   |
| 10    | GuernseyDerek Tomlin Gary Hill                | 3015   |
| 11    | MaltaDennis Mercieca Emanuel Baldacchino      | 2991   |
| 12    | NeuseelandDavid Davies Graham Watson          | 2986   |
| 13    | Isle of ManStephen Taylor William Maxwell     | 2953   |
| 14    | SchottlandRobert Baird Robert Birnie          | 2918   |
| 15    | WalesGeoffrey Gladwyn-Ball Ronald Chamberlain | 2897   |

### Dameneinzel
- Datum: 15. September 1998[4][5][6]
- Reglement: acht Games je Spielerin (Qualifikation), zusätzlich 16 Games je Spielerin (Finale)

| Platz         | Name             | Nationalität | Punkte |
| ------------- | ---------------- | ------------ | ------ |
| 1             | Cara Honeychurch | Australien   | 6406   |
| 2             | Maxine Nable     | Australien   | 6028   |
| 3             | Kin Ngoh Lai     | Malaysia     | 5920   |
| 4             | Jane Amlinger    | Kanada       | 5802   |
| 5             | Gemma Burden     | England      | 5793   |
| 6             | Zulkifli Shalin  | Malaysia     | 5704   |
| 7             | Lisa Paluzzi     | Südafrika    | 5625   |
| 8             | Jasmine Ho       | Singapur     | 5468   |
| 9             | Grace Young      | Singapur     | 5390   |
| 10            | Pauline Buck     | England      | 5362   |
| 11            | Carol Pirie      | Schottland   | 5354   |
| 12            | Koia Shannon     | Neuseeland   | 5152   |
| 13            | Dianne Ingham    | Bermuda      | 4972   |
| 14            | Glennis Rolton   | Neuseeland   | 4885   |
| 15            | Laura Rhoney     | Schottland   | 4810   |
| 16            | Marina McClain   | Bahamas      | 4800   |
| Qualifikation |                  |              |        |
| 17            | Melissa Anastasi | Malta        | 1883   |
| 18            | Suzanne Abela    | Malta        | 1878   |
| 19            | Lynn Page        | Südafrika    | 1857   |
| 20            | Cynthia Fortt    | Wales        | 1819   |
| 21            | June Pitt        | Bermuda      | 1755   |
| 22            | Catherine Willis | Kanada       | 1730   |
| 23            | Tricia Outrim    | Wales        | 1684   |
| –             | Camille Burnside | Bahamas      | DNF    |

### Damendoppel
- Datum: 13. September 1998[7][8]
- Reglement: acht Games je Spielerin (insgesamt 16 Games je Team)

| Platz | Team                                    | Punkte |
| ----- | --------------------------------------- | ------ |
| 1     | AustralienCara Honeychurch Maxine Nable | 3678   |
| 2     | MalaysiaKin Ngoh Lai Zulkifli Shalin    | 3548   |
| 3     | EnglandGemma Burden Pauline Buck        | 3273   |
| 4     | SüdafrikaLisa Paluzzi Lynn Page         | 3126   |
| 5     | KanadaCatherine Willis Jane Amlinger    | 3119   |
| 6     | SingapurGrace Young Jasmine Ho          | 3105   |

| Platz | Team                                   | Punkte |
| ----- | -------------------------------------- | ------ |
| 7     | BermudaDianne Ingham June Pitt         | 2999   |
| 8     | MaltaMelissa Anastasi Suzanne Abela    | 2931   |
| 8     | SchottlandCarol Pirie Laura Rhoney     | 2931   |
| 10    | WalesCynthia Fortt Tricia Outrim       | 2914   |
| 11    | NeuseelandGlennis Rolton Koia Shannon  | 2764   |
| 12    | BahamasCamille Burnside Marina McClain | 2635   |

### Mixed
- Datum: 14. September 1998[9][10]
- Reglement: acht Games je Spieler (insgesamt 16 Games je Team)

| Platz | Team                                    | Punkte |
| ----- | --------------------------------------- | ------ |
| 1     | AustralienCara Honeychurch Francis Ryan | 3605   |
| 2     | EnglandPauline Buck Richard Hood        | 3560   |
| 3     | KanadaJane Amlinger William Rowe        | 3536   |
| 4     | MalaysiaKin Ngoh Lai Kenny Ang          | 3482   |
| 5     | AustralienMaxine Nable Michael Muir     | 3456   |
| 6     | EnglandGemma Burden Wayne Greenall      | 3344   |
| 7     | KanadaCatherine Willis Warren Rennox    | 3280   |
| 8     | SingapurGrace Yang Jack Wong            | 3277   |

| Platz | Team                                   | Punkte |
| ----- | -------------------------------------- | ------ |
| 9     | BermudaDianne Ingham Antoine Jones     | 3270   |
| 10    | SüdafrikaLisa Paluzzi Richard Aitken   | 3241   |
| 11    | BermudaJune Pitt Conrad Lister         | 3227   |
| 12    | SingapurJasmine Ho Tommy Ong           | 3219   |
| 13    | MalaysiaZulkifli Shalin Ben Heng       | 3198   |
| 14    | SüdafrikaLynn Page Guy Caminski        | 3197   |
| 15    | MaltaSuzanne Abela Emanuel Baldacchino | 3171   |
| 16    | SchottlandCarol Pirie Robert Baird     | 3046   |

| Platz | Team                                     | Punkte |
| ----- | ---------------------------------------- | ------ |
| 17    | MaltaMelissa Anastasi Dennis Mercieca    | 3031   |
| 18    | NeuseelandKoia Shannon David Davies      | 3021   |
| 19    | WalesTricia Outrim Ronald Chamberlain    | 2998   |
| 20    | NeuseelandGlennis Rolton Graham Watson   | 2979   |
| 21    | BahamasMarina McClain Lenford Powell     | 2872   |
| 22    | BahamasCamille Burnside Sonith Lockhart  | 2845   |
| 23    | SchottlandLaura Rhoney Robert Birnie     | 2744   |
| 24    | WalesCynthia Fortt Geoffrey Gladwyn-Ball | 2667   |

## Medaillenspiegel
| Platz | Land       | Gold | Silber | Bronze | Gesamt |
| ----- | ---------- | ---- | ------ | ------ | ------ |
| 1.    | Australien | 3    | 1      | 1      | 5      |
| 2.    | Malaysia   | 2    | 1      | 1      | 4      |
| 3.    | Kanada     | 0    | 1      | 2      | 3      |
| 4.    | England    | 0    | 1      | 1      | 2      |
| 5.    | Bermuda    | 0    | 1      | 0      | 1      |